# Reichwalde
Reichwalde, obersorbisch Rychwałdⓘ, ist der östlichste Ortsteil der Gemeinde Boxberg/O.L. im Landkreis Görlitz in Ostsachsen. Der Ort zählt zum offiziellen sorbischen Siedlungsgebiet in der Oberlausitz.

## Geographie
Reichwalde ist umgeben vom Tagebau Reichwalde im Norden, Altliebel (Nappatsch) im Osten, Kreba und Tschernske im Süden, Klein-Radisch und Dürrbach im Südwesten und Kringelsdorf im Westen. Vor dem Aufschluss des Tagebaus Reichwalde lagen die Orte Schadendorf im Nordwesten, Wunscha im Norden, Publick, Zweibrücken und Mocholz im Nordosten sowie Altliebel und die Reichwalder Ziegelei im Osten.
Durch Reichwalde verläuft die Staatsstraße 131 (Boxberg–Rietschen), von der im Ort die Staatsstraße 153 nach Kreba abzweigt.
Aus östlicher Richtung fließt südlich des Dorfes der Schwarze Schöps. Ursprünglich vereinigten sich der Weiße und der Schwarze Schöps zwischen Reichwalde und Kringelsdorf. Nach zweimaliger Verlegung des Flussbetts (erst nördlich des entlang Tagebaus, seit 2014 südlich davon) des Weißen Schöps mündet dieser seitdem am südlichen Ortsrand von Reichwalde in den Schwarzen Schöps.

## Geschichte

### Erste Besiedlung ab dem 13. Jahrhundert
Bei umfangreichen archäologischen Ausgrabungen von 1993 bis 2001 sind in der Gemarkung mehrere urzeitliche Siedlungsplätze freigelegt worden, darunter die bisher ältesten der östlichen Oberlausitz. Neben Werk- und Siedlungsplätzen der Mittelsteinzeit und einigen Funden aus der Jungsteinzeit ist auch ein späteiszeitlicher Wald Ergebnis der Grabungen.
Reichwaldes Siedlungsform als Platzdorf lässt auf eine deutsche Siedlungsgründung während der zweiten Phase der deutschen Ostkolonisation im 13. Jahrhundert schließen. Urkundlich erstmals erwähnt wurde Rychenwald 1364, bereits 1394 war ein Rittergut nachweisbar (Apeczko residem in Richenwalde), das 1399 der Familie von Metzradt gehörte.
Im 14. und 15. Jahrhundert war die Südgrenze der Herrschaft Muskau noch nicht in der Linie des Schwarzen und des Weißen Schöpses gefestigt, so dass es auch in Reichwalde zu Reibereien mit den Muskauer Herren kam. Nach einer Bitte schickte der Görlitzer Rat den Reichwaldern 1419 acht Schützen zu Hilfe.
Wie auch die Merzdorfer war die Reichwalder Kirche ursprünglich eine Filialkirche der Klittener Pfarrkirche. Die Ordination eines evangelischen Pfarrers wurde 1527 in einer Wittenberger Matrikel genannt. Der erste Lehrer und Kirchenchronist unterrichtete ab 1688.

### 17. bis 19. Jahrhundert
Kurz vor Ende des Dreißigjährigen Krieges (1618–1648) fing 1644 ein Haus beim Brotbacken Feuer, das sich rasch ausbreitete und die Hälfte der Bauernhäuser samt der Schenke einäscherte. Ähnlich schwere Brände erlebte Reichwalde 1760, als das Oberdorf abbrannte, und 1868, als zwölf Gebäude ein Opfer der Flammen wurden.
Zwei Kürassiere, die nach der Schlacht bei Kesselsdorf auf Heimaturlaub kamen, brachten 1745 die ersten Kartoffeln ins Dorf. Die bis dahin unbekannte Frucht wurde anfangs roh in Scheiben geschnitten und wie Käse auf Brot gegessen, was jedoch sehr unbekömmlich war.

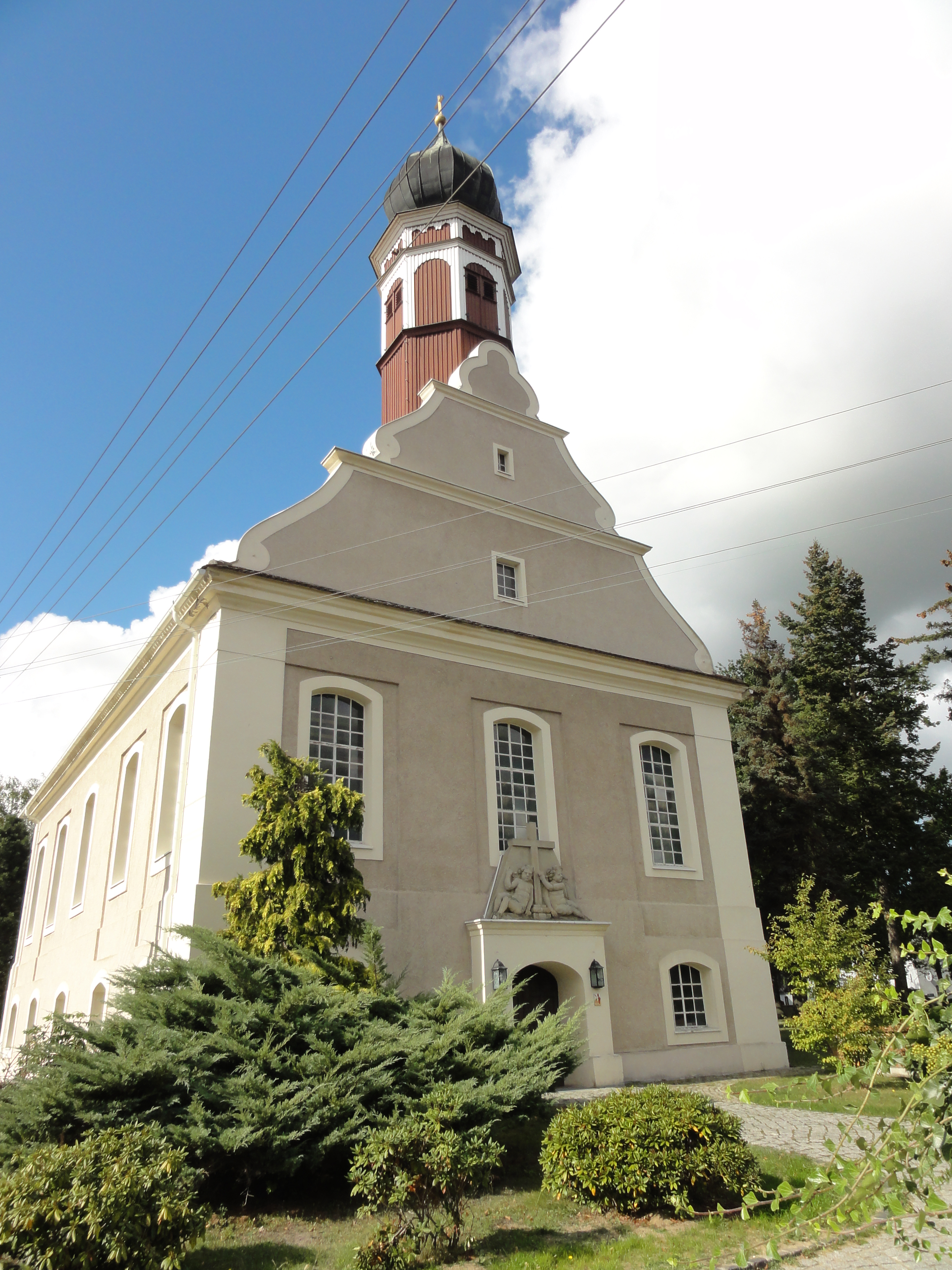
Kirche aus dem Jahr 1747

Im Jahr 1747 wurde die alte Holzkirche durch einen massiven Neubau ersetzt. Die Menschen aus den Nachbarorten Publick und Wunscha gehörten zur Reichwalder Kirchengemeinde, seit 1825 war auch Schadendorf hierher gepfarrt.
Ludwig Reichsgraf von Pückler, Vater des späteren Fürsten Hermann von Pückler-Muskau und von 1798 bis zu seinem Tod im Jahr 1811 Muskauer Standesherr, kaufte im Dürrejahr 1804 das Gut Reichwalde zu einem relativ günstigen Preis. Dadurch kam Reichwalde zum zweiten Mal an die Standesherrschaft Muskau, nachdem bereits Kurt Reinicke von Callenberg um 1650 kurzzeitig im Besitz des Gutes war. Pückler ließ 1804 die Kirche und ihren Turm ausbessern. Vor 1840 wurde das als Erbgut für die Schwestern des Fürsten gekaufte Gut Reichwalde schuldenhalber wieder verkauft.
Nach den Befreiungskriegen konnte das Königreich Preußen dem Königreich Sachsen große Landesteile abringen, weswegen Reichwalde 1815 mit der nordöstlichen Oberlausitz an Preußen kam. Im Folgejahr wurde es dem neugegründeten Landkreis Rothenburg (Provinz Schlesien) unterstellt.
Mit 215 Hektar bestand knapp ein Viertel der Flächen des Ritterguts aus Teichen, die zur intensiven Karpfenzucht genutzt wurden. Im Jahr 1836 verlieh der Landesherr der Gemeinde das Marktrecht und seitdem fanden jährlich bis zu drei Vieh- und Krammärkte statt. Dadurch siedelten sich neben den Bauern auch Handwerker und Händler an, so dass Reichwalde recht bald über eine Brauerei, eine Dampfbrennerei, eine Ziegelei, einige Mühlen, mehrere Webstühle und fünf Wirtshäuser verfügte.
Da im östlich benachbarten Kirchspiel Daubitz nur noch deutsch gepredigt wurde, wurden 1858 die überwiegend sorbischen Dörfer Altliebel, Mocholz, Nappatsch, Viereichen und Zweibrücken nach Reichwalde umgepfarrt, da sich dort jeden Sonntag nach dem deutschen ein sorbischer Gottesdienst anschloss.
Ein Blitzschlag beschädigte 1874 das Kircheninnere. Während des Ersten Weltkriegs musste die Kirche 1917 ihre Bronzeglocken als Kriegsmetallspende abliefern. Aus dem Ort Kreba lieh sich die Gemeinde eine andere Glocke. Im August 1924 konnten drei neue Bronzeglocken geweiht werden.

### 20. Jahrhundert bis 1990
Östlich des Ortes wurde im beginnenden 20. Jahrhundert bei der ehemaligen Reichwalder Ziegelei Braunkohle abgebaut. Die Dörfer Eselsberg, Kringelsdorf, Wilhelmsfeld gründeten zusammen mit Reichwalde im September 1921 eine Stromversorgungsgenossenschaft, die ab Winter 1922 die erste elektrische Beleuchtung ermöglichte.
Während des Zweiten Weltkriegs wurden im Herrenhaus des Ritterguts Teile der V1- und V2-Raketen montiert. Als die Ostfront sich in den letzten Kriegswochen in die Lausitz verlagerte, brannte die Kirche am 19. April 1945 aus. 1948/1949 wurde sie repariert und wieder eingeweiht. Auf dem Kirchhof errichtete man den Opfern beider Kriege die Gefallenendenkmale Reichwalde.
Durch die Bodenreform wurde der Gutsbesitz 1945 enteignet und neu aufgeteilt. Im Herrenhaus fanden ein Kindergarten und eine Schule Platz, auch Wohnräume wurden darin eingerichtet. Im März 1959 gründete sich eine Landwirtschaftliche Produktionsgenossenschaft (LPG), der 1960 alle bis auf zwei Bauern beigetreten sind.
Die Bekanntgabe, dass rund zwei Drittel von Reichwalde, darunter auch Kirche und Schule, einem Tagebau weichen müssen, sorgte für einen bald einsetzenden Bevölkerungsrückgang. Nach dem Bau des neuen Schulkomplexes in Boxberg wurde die Reichwalder Schule geschlossen, im Gebäude wurde eine Station Junger Touristen untergebracht.
Die Grundwasserabsenkung im Vorfeld des Aufschlusses des Tagebaus Reichwalde machte im Jahr 1977 den Anschluss des gesamten Dorf ans zentrale Trinkwassernetz notwendig.

### Seit 1990
Die geänderte politische und wirtschaftliche Lage in der Wendezeit verhinderte das Abbaggern, so dass dem Ort das Schicksal Nochtens erspart blieb. Der Tagebau wurde an Reichwalde vorbeigeführt. Daraufhin hob die Landesregierung das Bergbauschutzgesetz auf und erklärte Reichwalde zum Förderdorf. Das alte Herrenhaus konnte saniert und ein Landschulheim darin eingerichtet werden.
Zusammen mit den Gemeinden Klitten und Kreba-Neudorf (Kreis Niesky) bildete Reichwalde (Kreis Weißwasser) am 1. April 1994, vier Monate vor der Gründung des Niederschlesischen Oberlausitzkreises, den Verwaltungsverband Heidedörfer. Zum 1. Januar 1999 schied Reichwalde aus dem Verband aus und gelangte als sechster Ortsteil zur Gemeinde Boxberg.

### Bevölkerungsentwicklung
| Jahr | Einwohner |
| ---- | --------- |
| 1825 | 510       |
| 1863 | 602       |
| 1871 | 726       |
| 1885 | 663       |
| 1905 | 695       |
| 1925 | 792       |
| 1939 | 722       |
| 1946 | 897       |
| 1950 | 868       |
| 1956 | 926       |
| 1964 | 855       |
| 1971 | 799       |
| 1988 | 576       |
| 1990 | 551       |
| 1995 | 667       |
| 1998 | 642       |
| 2002 | 625       |
| 2007 | 567       |
| 2008 | 558       |
| 2020 | 508       |

Im Jahr 1777 wirtschafteten in Reichwalde 11 besessene Mann, 10 Gärtner und 36 Häusler.
Von der Volkszählung von 1825 bis zur Reichsgründung wuchs die Bevölkerung auf fast das Anderthalbfache (von 510 auf 726 Einwohner). Danach schwankte die Bevölkerungsgröße ein wenig, während 1885 noch rund 660 Einwohner gezählt wurden, waren es 1925 fast 800 und 1939 nur noch etwa 720. Nach dem Krieg wuchs die Gemeinde auf über 850 Einwohner an und überschritt bald  die Marke von 900 Personen.
Durch den drohenden Tagebau war der Bevölkerungsrückgang in den nächsten Jahrzehnten stärker als in anderen Orten, so dass die Bevölkerung bis 1990 um rund ein Drittel schrumpfte. Durch verstärkten Neubau von Eigenheimen wuchs die Zahl nach der Wende innerhalb von fünf Jahren um rund 20 Prozent (über 100 Einwohner), danach setzte auch in Reichwalde der langsame Rückgang ein, der in vielen Gemeinden der Umgebung zu sehen war und ist.
Reichwalde ist ein ursprünglich sorbischer Ort, in dem auch sorbisch gesprochen wurde. Von den 625 Einwohnern, die der Ort 1884 hatte, bezeichneten sich 505 (80,8 Prozent) als Sorben. Laut Arnošt Muka, der für diese Statistik den Ort aufsuchte, waren alle deutschen Einwohner Reichwaldes der sorbischen Sprache mächtig.
Mit der zunehmenden Germanisierung und Industrialisierung in der ersten Hälfte des 20. Jahrhunderts stieg der deutsche Bevölkerungsanteil, so dass sich 1956 nur noch 184 der 926 Einwohner (19,9 Prozent) als Sorben bezeichneten.

### Ortsname
Der Ortsname, 1364 und 1404 als Rychenwald, 1394 als Richenwalde, 1430 und 1463 als Reichinwalde und 1569 als Reichwalde belegt, bezeichnet entweder eine ertragreiche Waldsiedlung oder die in einem Wald gelegene Siedlung eines Rīcho.
Der sorbische Name ist eine Sorabisierung des deutschen Namens, der unter anderem 1767 als Richwałd, 1800 als Rychwald und 1843 in seiner heutigen Form Rychwałd nachgewiesen ist.

## Sprache
In der Kirche fanden lange Zeit sorbische Gottesdienste statt, weswegen sich die sorbische Sprache in Reichwalde länger als anderswo halten konnte. Im Jahr 1891 sprachen drei Viertel der Schüler sorbisch, obwohl der Schulunterricht auf Anordnung der preußischen Regierung nur in deutscher Sprache gehalten werden durfte.
Die sorbische Sprache findet im 21. Jahrhundert kaum noch Anwendung im Alltag, ist aber Bestandteil der Identität der sorbischen Bevölkerung. Gemeinsam mit dem (inzwischen devastierten) Wunscha hatte Reichwalde eine Mundart aufzuweisen, die zum nordöstlichen Heidedialekt der obersorbischen Sprache gehört. Das Sprachgebiet dieser Mundart umfasste auch Kringelsdorf im Westen und Mocholz im Osten. Im Nordwesten schließt sich der Nochtener Dialekt und im Norden der Muskauer Dialekt an. Die beiden Übergangsdialekte wirkten sich dabei so aus, dass die Reichwalder Mundart einige Eigenheiten gegenüber den anderen obersorbischen Dialekten herausbildete. So fehlen gebräuchliche obersorbische Bezeichnungen wie pjeršč (‚Mutterboden‘) oder zaportk (‚verdorbenes Ei‘), während Begriffe der Übergangsdialekte wie dobotk (‚Vieh‘, obersorbisch skót) verwendet werden.

## Museen
2003 öffnete das Geländewagenmuseum. Es stellt rund 22 Geländewagen aus. Bekannt sind GAZ-69, IFA P2M, IFA P3, Land Rover Series I, LuAZ-967, Moskwitsch-410, Tempo G 1200, Toyota Land Cruiser, UAZ-3151 und VW Typ 82.